# Bahnstrecke Racibórz–Krnov
| Bahnhof Pietrowice Wielkie | |                                        |                                        |
| Streckennummer: | 177 |                                        |                                        |
| Kursbuchstrecke: | 126m (Racibórz (Ratibor) – Głubczyce (Leobschütz) 1934) 126q (Racibórz (Ratibor) – Racibórz Studzienna (Ratibor-Studen) 1934) 126n (Głubczyce (Leobschütz) – Krnov (Jägerndorf) 1934) |                                        |                                        |
| Streckenlänge: | bis Pietrowice Głubczyckie 50,789 km |                                        |                                        |
| Spurweite: | 1435 mm (Normalspur) |                                        |                                        |
| Streckengeschwindigkeit: | 30 km/h |                                        |                                        |
| | |                                        |                                        |
| \| \| \| von Kędzierzyn-Koźle \| \| \| \| 0,000 \| Racibórz (Ratibor) \| Racibórz (Ratibor) \| \| \| \| nach Bohumín \| \| \| \| 3,357 \| Racibórz Studzienna (Studzienna) \| Racibórz Studzienna (Studzienna) \| \| \| \| nach Opava východ \| \| \| \| 8,045 \| Lekartów (Woinowitz) \| Lekartów (Woinowitz) \| \| \| \| von Kietrz \| \| \| \| 12,342 \| Pietrowice Wielkie (Groß Peterwitz) \| Pietrowice Wielkie (Groß Peterwitz) \| \| \| \| Woiwodschaften Schlesien und Oppeln \| \| \| \| 16,845 \| Tłustomosty (Stolzmütz) \| Tłustomosty (Stolzmütz) \| \| \| \| von Opava západ \| \| \| \| 24,372 \| Baborów (Bauerwitz) \| Baborów (Bauerwitz) \| \| \| \| nach Kędzierzyn-Koźle (Kandrzin-Cosel) \| \| \| \| 31,402 \| Bernacice (Wernersdorf) \| Bernacice (Wernersdorf) \| \| \| \| Droga wojewódzka 416 \| \| \| \| 37,700 \| Głubczyce (Leobschütz) \| Głubczyce (Leobschütz) \| \| \| \| nach Racławice Śląskie \| \| \| \| 43,788 \| Zopowy-Równe (Soppau-Roben) \| Zopowy-Równe (Soppau-Roben) \| \| \| 49,300 \| Mokre Głubczycki (Mocker (Oberschles)) \| Mokre Głubczycki (Mocker (Oberschles)) \| \| \| 50,789 \| Pietrowice Głubczyckie \| Pietrowice Głubczyckie \| \| \| 52,260 2,70 \| Staatsgrenze Polen–Tschechien \| Staatsgrenze Polen–Tschechien \| \| \| \| Opavice (Goldoppa) \| \| \| \| \| von Opava východ \| \| \| \| \| von Głuchołazy \| \| \| \| 0,00 \| Krnov früher Jägerndorf \| Krnov früher Jägerndorf \| \| \| \| nach Olomouc \| \| | |                                        |                                        |
| Strecke | | von Kędzierzyn-Koźle                   | von Kędzierzyn-Koźle                   |
| Bahnhof | 0,000 | Racibórz (Ratibor)                     | Racibórz (Ratibor)                     |
| Abzweig geradeaus und nach links | | nach Bohumín                           | nach Bohumín                           |
| ehemaliger Bahnhof | 3,357 | Racibórz Studzienna (Studzienna)       | Racibórz Studzienna (Studzienna)       |
| Abzweig geradeaus und ehemals nach links | | nach Opava východ                      | nach Opava východ                      |
| ehemaliger Bahnhof | 8,045 | Lekartów (Woinowitz)                   | Lekartów (Woinowitz)                   |
| Abzweig geradeaus und von links | | von Kietrz                             | von Kietrz                             |
| Dienststation / Betriebs- oder Güterbahnhof | 12,342 | Pietrowice Wielkie (Groß Peterwitz)    | Pietrowice Wielkie (Groß Peterwitz)    |
| Grenze | | Woiwodschaften Schlesien und Oppeln    | Woiwodschaften Schlesien und Oppeln    |
| ehemaliger Bahnhof | 16,845 | Tłustomosty (Stolzmütz)                | Tłustomosty (Stolzmütz)                |
| Abzweig geradeaus und ehemals von links | | von Opava západ                        | von Opava západ                        |
| Betriebs-/Güterbahnhof Strecke ab hier außer Betrieb | 24,372 | Baborów (Bauerwitz)                    | Baborów (Bauerwitz)                    |
| Abzweig geradeaus und nach rechts (Strecke außer Betrieb) | | nach Kędzierzyn-Koźle (Kandrzin-Cosel) | nach Kędzierzyn-Koźle (Kandrzin-Cosel) |
| Bahnhof (Strecke außer Betrieb) | 31,402 | Bernacice (Wernersdorf)                | Bernacice (Wernersdorf)                |
| Strecke mit Straßenbrücke (Strecke außer Betrieb) | | Droga wojewódzka 416                   | Droga wojewódzka 416                   |
| Bahnhof (Strecke außer Betrieb) | 37,700 | Głubczyce (Leobschütz)                 | Głubczyce (Leobschütz)                 |
| Abzweig geradeaus und nach rechts (Strecke außer Betrieb) | | nach Racławice Śląskie                 | nach Racławice Śląskie                 |
| Bahnhof (Strecke außer Betrieb) | 43,788 | Zopowy-Równe (Soppau-Roben)            | Zopowy-Równe (Soppau-Roben)            |
| Bahnhof (Strecke außer Betrieb) | 49,300 | Mokre Głubczycki (Mocker (Oberschles)) | Mokre Głubczycki (Mocker (Oberschles)) |
| Bahnhof (Strecke außer Betrieb) | 50,789 | Pietrowice Głubczyckie                 | Pietrowice Głubczyckie                 |
| Grenze (Strecke außer Betrieb) | 52,260 2,70 | Staatsgrenze Polen–Tschechien          | Staatsgrenze Polen–Tschechien          |
| Brücke über Wasserlauf (Strecke außer Betrieb) | | Opavice (Goldoppa)                     | Opavice (Goldoppa)                     |
| Abzweig ehemals geradeaus und von links | | von Opava východ                       | von Opava východ                       |
| Abzweig geradeaus und von rechts | | von Głuchołazy                         | von Głuchołazy                         |
| Bahnhof | 0,00 | Krnov früher Jägerndorf                | Krnov früher Jägerndorf                |
| Strecke | | nach Olomouc                           | nach Olomouc                           |

Die Bahnstrecke Racibórz–Krnov war eine grenzüberschreitende Hauptbahn im heutigen Polen und Tschechien. Sie zweigte in Racibórz (Ratibor) von der Bahnstrecke Kędzierzyn-Koźle–Bohumín ab und führte über Baborów (Bauerwitz) und Głubczyce (Leobschütz) nach Krnov (Jägerndorf). Heute wird in Polen nur noch ein kurzes Stück bei Ratibor für den Güterverkehr befahren. In Tschechien ist die Strecke stillgelegt und abgebaut.

## Geschichte
Die Strecke wurde am 1. Januar 1855 bis Leobschütz von der Wilhelmsbahn eröffnet, die Fortführung über die Grenze bis Jägerndorf wurde am 25. September 1873 von der Oberschlesischen Eisenbahn eröffnet, nachdem die OSE die Wilhelmsbahn übernommen hatte.
Am 15. August 1876 wurde ein Abzweig über Deutsch Rasselwitz nach Neustadt O.S. (später Bahnstrecke Głubczyce–Racławice Śląskie) eröffnet. Seit dem 1. Dezember 1876 gehört der letzte Abschnitt zur Bahnstrecke von Kandrzin nach Neiße.
Nach dem Übergang der Strecke an die Preußischen Staatseisenbahnen wurden weitere abzweigende Strecken gebaut, eine private Kleinbahn von Groß Peterwitz nach Katscher, eröffnet im April 1896, eine Staatsbahn von Bauerwitz nach Cosel, eröffnet am 1. Juli 1908, und eine Staatsbahn von Bauerwitz ins österreichische, später tschechische Troppau, eröffnet am 2. August 1908.
Der Sommerfahrplan 1914 sah sechs Züge am Tag aus dem Deutschen Reich nach Österreich-Ungarn und fünf zurück vor.
Die Strecke über die nun polnisch-tschechoslowakische Grenze wurde 1945 eingestellt, 1970 wurde der Personenverkehr von Pietrowice Głubczyckie nach Głubczyce gekürzt, zum 3. April 2000 wurde er auch auf der Reststrecke Racibórz–Głubczyce gemeinsam mit der Fortführung nach Racławice Śląskie eingestellt.